# Big Nose Kate
Mary Katharine Horony-Cummings (nacida como Mária Katalin Horony, 7 de noviembre de 1850, Budapest, Imperio Austrohúngaro, hoy Hungría- 2 de noviembre de 1940, Prescott, Arizona, EE. UU.) más conocida como Big Nose Kate (Kate la Narizotas, en español) fue una corista, prostituta y regente de hotel estadounidense de origen húngaro, conocida por ser la pareja sentimental del pistolero Doc Holliday.

## Biografía
Era la hija mayor del médico húngaro Miklós Horony, que en 1860 desembarcó en Nueva York con su segunda esposa y sus hijos y luego se asentaron entre la comunidad alemana de Davenport, Iowa. El escritor Glenn Boyer fue el primero en asegurar que pertenecían a la baja nobleza y que como médico personal del emperador Maximiliano I de México Horony llegó con él a México antes de instalarse en Davenport, pero nunca pudo presentar pruebas serias de tal afirmación, que hoy está descartada.
En 1865, con solo un mes de diferencia, murieron los padres y Kate y sus hermanos quedaron bajo la custodia de un cuñado del doctor. Kate se escapó a San Luis, Misuri y viajó por varias ciudades como corista y prostituta. Aunque el apodo era cierto, sus otras facciones eran hermosas y tenía buen cuerpo. En 1874 trabajaba en Dodge City, Kansas, en el burdel de Bessie Earp, esposa del hermano de Wyatt Earp, James.
En 1877 se encontraba en Fort Griffin, Texas, y allí, en el saloon de John Shanssey, conoció a Doc Holliday en 1878. El carácter fuerte de ambos hizo que tuvieran varias separaciones y reconciliaciones. Le siguió a Tombstone, Arizona, donde ella reunió a varias chicas y compró algunos barriles de whisky abriendo la primera casa de citas que hubo en la ciudad. Una noche que Kate volvió borracha a casa, Doc pensó que ya había tenido bastante y la echó con todas sus cosas. Despechada, declaró que él había participado en el robo de una diligencia. Él pudo librarse porque tenía muchos testigos que apoyaban su coartada pero a Kate le dio 1000 dólares y la puso en la primera diligencia que salía del poblado. Nunca volvieron a verse, aunque ella asegurara años más tarde que le acompañó en su agonía.
Marchó a Colorado con familiares y el 2 de marzo de 1890 se casó con George Cummings, un herrero irlandés que trabajó en varios campamentos mineros, pero él se volvió un alcohólico abusivo y se separaron. Él se suicidó en 1915. Big Nose Kate regentó luego un par de hoteles en Colorado y Arizona, muriendo en Prescott, Arizona, donde residió sus últimos años, de insuficiencia cardíaca, cinco días antes de cumplir 90 años.